# Pedro Acosta (Rennfahrer)
Pedro Acosta Sánchez (* 25. Mai 2004 in Mazarrón) ist ein spanischer Motorradrennfahrer und zweifacher Weltmeister in der Motorrad-Weltmeisterschaft. Zur Saison 2025 fährt er für das Red Bull KTM Factory Racing-Team in der MotoGP-Klasse der Motorrad-Weltmeisterschaft. Zuletzt sicherte er sich in der Saison 2023 zwei Rennen vor Saisonende den Weltmeistertitel in der Moto2-Klasse, wo er insgesamt zwei Saisons verbrachte. Damit wurde Acosta mit 19 Jahren und 172 Tagen zum jüngsten Weltmeister in der Geschichte der 2010 eingeführten Moto2-Kategorie.
2021 holte er sich, in seiner ersten WM-Saison überhaupt, mit sechs Siegen den Weltmeistertitel in der Moto3-Klasse. Damit wurde er zum einen der erste Rookie-Weltmeister in der kleinsten Klasse seit Loris Capirossi im Jahre 1990 und zum anderen mit 17 Jahren und 166 Tagen der zweitjüngste Weltmeister der kleinsten Klasse nach eben jenem Capirossi, der seinerzeit beim Titelgewinn lediglich einen Tag jünger war als Acosta. Aufgrund seiner beiden Titelgewinne ist Acosta der erste und bisher einzige Motorradrennfahrer, der in seinen ersten drei Saisons zweimal Weltmeister wurde.

## Karriere

### Anfangsjahre
Pedro Acosta gewann 2017 den spanischen Meistertitel in der Kategorie PreMoto3 und bestritt in der Saison 2018 erste Rennen in der FIM CEV Moto3 Junior World Championship. 2019 trat er für das Team Fundación Andreas Pérez 77 auf KTM in der FIM CEV Moto3 Junior World Championship und bestritt parallel den Red Bull MotoGP Rookies Cup, den er hinter Carlos Tatay als Vizemeister abschloss. 2020 startete Acosta ebenfalls in beiden Klassen. In der spanischen Moto3-Meisterschaft wurde er hinter Izan Guevara und Xavier Artigas Dritter. Den Rookies Cup gewann Acosta mit sechs Siegen in zwölf Rennen überlegen vor David Muñoz.

### Moto3-Klasse
Ab der Saison 2021 trat Acosta in der Moto3-Klasse der Motorrad-Weltmeisterschaft an, wo er für das Team Red Bull Ajo KTM fuhr. Bereits beim ersten Saisonrennen, dem Großen Preis von Katar auf dem Losail International Circuit, gelang ihm mit Rang zwei hinter Jaume Masiá der erste Podestplatz. Eine Woche später beim Großen Preis von Doha – wiederum in Losail – fuhr Acosta seinen ersten Grand-Prix-Sieg ein, obwohl er aufgrund einer Strafe aus der Boxengasse gestartet war. Dies war bis dahin noch nie einem Fahrer in der kleinsten Klasse geglückt. Auch die Großen Preise von Portugal, Spanien, Deutschland, der Steiermark sowie der Algarve entschied Acosta für sich und wurde Weltmeister und Rookie of the Year.

### Moto2-Klasse
Zur Saison 2022 stieg Acosta in die Moto2-Klasse auf. Er fuhr weiterhin für das Red Bull KTM Ajo Team, in der Moto2-Klasse jedoch auf einer Kalex. Zu Beginn der Saison hatte er Mühe. Beim achten Rennen, dem Grand Prix von Italien in Mugello, feierte er seinen ersten Sieg in der Moto2-Klasse und löste damit Marc Márquez als jüngsten Sieger in dieser Klasse ab. Kurz vor der Sommerpause brach sich Acosta beim Training den linken Oberschenkel und musste daraufhin zwei Rennen pausieren. Im weiteren Saisonverlauf gewann er die Rennen in Aragón und Valencia. In der Gesamtwertung belegte er mit 177 Punkten am Ende Rang fünf und sicherte sich, wie schon im Vorjahr in der Moto3-Klasse, den Titel Rookie of the Year.
In der Saison 2023 ging Acosta unverändert für Red Bull KTM Ajo an den Start und galt von Beginn an als Titelfavorit. Er gewann sieben Rennen und stand weitere sieben Mal auf dem Podium. Beim drittletzten Rennen, dem Großen Preis von Malaysia, sicherte er sich mit dem zweiten Platz vorzeitig den Titel in der Moto2-Klasse. Vor seinem ärgsten Verfolger, dem Italiener Tony Arbolino, hatte er in der Endabrechnung 83 Zähler Vorsprung.

### MotoGP-Klasse
Am 6. Oktober 2023 wurde bekanntgegeben, dass Acosta in der Saison 2024 in die MotoGP-Klasse aufsteigen wird und neben Augusto Fernández für das Tech3 GasGas Factory Team antreten wird.

## Trivia
Pedro Acosta benutzt die Startnummer 37. Da diese im Jahr 2022, beim Aufstieg in die Moto2-Klasse, bereits durch Augusto Fernández belegt war, fuhr er in der Saison 2022 mit der Nummer 51. Zur Saison 2023 stieg Fernández in die MotoGP-Klasse auf, sodass Acosta wieder zur gewohnten Nummer 37 wechseln konnte. Beim Aufstieg in die MotoGP-Klasse zur Saison 2024 ereilte ihn das gleiche Schicksal, wieder war die Startnummer 37 belegt, erneut von seinem ehemaligen und neuen Teamkollegen Augusto Fernández. Acosta entschied sich daher für Startnummer 31.
Bereits im Alter von 17 Jahren wurde Acosta am Circuito de Cartagena die letzte Kurve gewidmet und eine Statue für ihn errichtet. Sein Heimatort Mazarrón liegt in der Region Murcia und die Strecke diente ihm schon früher als Trainingsstrecke.
Acosta trägt den Spitzennamen „Hai von Mazarrón“ (Original auf Spanisch: „el tiburón de Mazarrón“), da er der Sohn eines Fischers ist.

## Statistik

### Erfolge
- 2020 – Gesamtsieger des Red Bull MotoGP Rookies Cups
- 2021 – Moto3-Rookie of the Year auf KTM
- 2021 – Moto3-Weltmeister auf KTM
- 2022 – Moto2-Rookie of the Year auf Kalex
- 2023 – Moto2-Weltmeister auf Kalex
- 2024 – MotoGP-Rookie of the Year auf KTM
- 16 Grand-Prix-Siege

### In der Motorrad-Weltmeisterschaft
(Stand: Großer Preis von Österreich, 17. August 2025)
| Saison | Klasse | Team                        | Motorrad | Rennen | Siege | Zweiter | Dritter | Poles | schn. Runden | Punkte | Ergebnis    |
| ------ | ------ | --------------------------- | -------- | ------ | ----- | ------- | ------- | ----- | ------------ | ------ | ----------- |
| 2021   | Moto3  | Red Bull KTM Ajo            | KTM      | 18     | 6     | 1       | 1       | 1     | 1            | 259    | Weltmeister |
| 2022   | Moto2  | Red Bull KTM Ajo            | Kalex    | 18     | 3     | 2       | –       | 1     | 1            | 177    | 5.          |
| 2023   | Moto2  | Red Bull KTM Ajo            | Kalex    | 20     | 7     | 4       | 3       | 3     | 8            | 332,5  | Weltmeister |
| 2024   | MotoGP | Red Bull GasGas Tech3       | KTM      | 19     | –     | 2       | 3       | 1     | 2            | 215    | 6.          |
| 2025   | MotoGP | Red Bull KTM Factory Racing | KTM      | 13     | –     | –       | 1       | –     | –            | 144    | 7.          |
| Gesamt | Gesamt | Gesamt                      | Gesamt   | 88     | 16    | 9       | 8       | 6     | 12           | 1127,5 | 2 WM-Titel  |

Grand-Prix-Siege
| Saison | Klasse | Rennen                                                              |
| ------ | ------ | ------------------------------------------------------------------- |
| 2021   | Moto3  | Katar Portugal Spanien Deutschland Steiermark Portugal              |
| 2022   | Moto2  | Italien Aragonien Valencia                                          |
| 2023   | Moto2  | Portugal USA-Texas Italien Deutschland San Marino Indien Indonesien |

Einzelergebnisse
| Saison | 1        | 2           | 3           | 4         | 5          | 6          | 7                      | 8           | 9           | 10                     | 11          | 12                     | 13         | 14             | 15         | 16             | 17         | 18         | 19         | 20       | 21       | 22       |
| ------ | -------- | ----------- | ----------- | --------- | ---------- | ---------- | ---------------------- | ----------- | ----------- | ---------------------- | ----------- | ---------------------- | ---------- | -------------- | ---------- | -------------- | ---------- | ---------- | ---------- | -------- | -------- | -------- |
| 2021   | Katar    | Katar       | Portugal    | Spanien   | Frankreich | Italien    | Katalonien             | Deutschland | Niederlande | Steiermark             | Osterreich  | Vereinigtes Konigreich | Aragonien  | San Marino     | USA-Texas  | Emilia-Romagna | Portugal   | Valencia   |            |          |          |          |
| 2021   | 2        | 1           | 1           | 1         | 8          | 8          | 7                      | 1           | 4           | 1                      | 4           | 11                     | DNF        | 7              | 8          | 3              | 1          | DNF        |            |          |          |          |
| 2022   | Katar    | Indonesien  | Argentinien | USA-Texas | Portugal   | Spanien    | Frankreich             | Italien     | Katalonien  | Deutschland            | Niederlande | Vereinigtes Konigreich | Osterreich | San Marino     | Aragonien  | Japan          | Thailand   | Australien | Malaysia   | \|\|     |          |          |
| 2022   | 12       | 9           | 7           | DNF       | DNF        | 20         | DNF                    | 1           | 6           | 2                      |             | DNS                    | 4          | 6              | 1          | 7              | 16         | 2          | DNF        | 1        |          |          |
| 2023   | Portugal | Argentinien | USA-Texas   | Spanien   | Frankreich | Italien    | Deutschland            | Niederlande | Kasachstan  | Vereinigtes Konigreich | Osterreich  | Katalonien             | San Marino | Indien         | Japan      | Indonesien     | Australien | Thailand   | Malaysia   | Katar    | Valencia |          |
| 2023   | 1        | 12          | 1           | 2         | DNF        | 1          | 1                      | 3           | C           | 3                      | 2           | 6                      | 1          | 1              | 3          | 1              | 9          | 2          | 2          | 8        | 12       |          |
| 2024   | Katar    | Portugal    | USA-Texas   | Spanien   | Frankreich | Katalonien | Italien                | Niederlande | Deutschland | Vereinigtes Konigreich | Osterreich  | Aragonien              | San Marino | Emilia-Romagna | Indonesien | Japan          | Australien | Thailand   | Malaysia   | \|\|     |          |          |
| 2024   | 98       | 37          | 24          | 102       | DNF6       | 133        | 53                     | DNF         | 7           | 95                     | 13          | 3                      | 176        | DNF5           | 26         | DNF            | DNS        | 3          | 59         | 10       |          |          |
| 2025   | Thailand | Argentinien | USA-Texas   | Katar     | Spanien    | Frankreich | Vereinigtes Konigreich | Aragonien   | Italien     | Niederlande            | Deutschland | Tschechien             | Osterreich | Ungarn         | Katalonien | San Marino     | Japan      | Indonesien | Australien | Malaysia | Portugal | Valencia |
| 2025   | 196      | 89          | DNF7        | 8         | 7          | 4          | 68                     | 45          | 8           | 49                     | DNF9        | 32                     | 43         |                |            |                |            |            |            |          |          |          |

| Legende  | Legende            | Legende                                                          |
| Farbe    | Abkürzung          | Bedeutung                                                        |
| -------- | ------------------ | ---------------------------------------------------------------- |
| Gold     | –                  | Sieg                                                             |
| Silber   | –                  | 2. Platz                                                         |
| Bronze   | –                  | 3. Platz                                                         |
| Grün     | –                  | Platzierung in den Punkten                                       |
| Blau     | –                  | Klassifiziert außerhalb der Punkteränge                          |
| Violett  | DNF                | Rennen nicht beendet (did not finish)                            |
| Violett  | NC                 | nicht klassifiziert (not classified)                             |
| Rot      | DNQ                | nicht qualifiziert (did not qualify)                             |
| Rot      | DNPQ               | in Vorqualifikation gescheitert (did not pre-qualify)            |
| Schwarz  | DSQ                | disqualifiziert (disqualified)                                   |
| Weiß     | DNS                | nicht am Start (did not start)                                   |
| Weiß     | WD                 | zurückgezogen (withdrawn)                                        |
| Hellblau | PO                 | nur am Training teilgenommen (practiced only)                    |
| Hellblau | TD                 | Freitags-Testfahrer (test driver)                                |
| ohne     | DNP                | nicht am Training teilgenommen (did not practice)                |
| ohne     | INJ                | verletzt oder krank (injured)                                    |
| ohne     | EX                 | ausgeschlossen (excluded)                                        |
| ohne     | DNA                | nicht erschienen (did not arrive)                                |
| ohne     | C                  | Rennen abgesagt (cancelled)                                      |
| ohne     | keine WM-Teilnahme |                                                                  |
| sonstige | P/fett             | Pole-Position                                                    |
| sonstige | 1/2/3/4/5/6/7/8    | Punktplatzierung im Sprint-/Qualifikationsrennen                 |
| sonstige | SR/kursiv          | Schnellste Rennrunde                                             |
| sonstige | *                  | nicht im Ziel, aufgrund der zurückgelegten Distanz aber gewertet |
| sonstige | ()                 | Streichresultate                                                 |
| sonstige | unterstrichen      | Führender in der Gesamtwertung                                   |

Rekorde in der Motorrad-Weltmeisterschaft
- klassenübergreifend
  - erster Motorradrennfahrer mit zwei Weltmeistertiteln in den ersten drei Saisons

- MotoGP-Klasse
  - jüngster Fahrer mit der schnellsten Rennrunde (19 Jahre und 289 Tage)

- Moto2-Klasse
  - jüngster Grand-Prix-Sieger mit 18 Jahren und 4 Tagen (GP von Italien 2022)
  - jüngster Weltmeister mit 19 Jahren und 172 Tagen (GP von Malaysia 2023)
  - meiste Podestplätze in einer Saison: 14 (2023) 1
  - meiste schnellste Rennrunden in einer Saison: 8 (2023) 2

- Moto3-Klasse
  - jüngster Weltmeister mit 17 Jahren und 166 Tagen (2021)

Anmerkungen: